# Jannis Zamanduridis

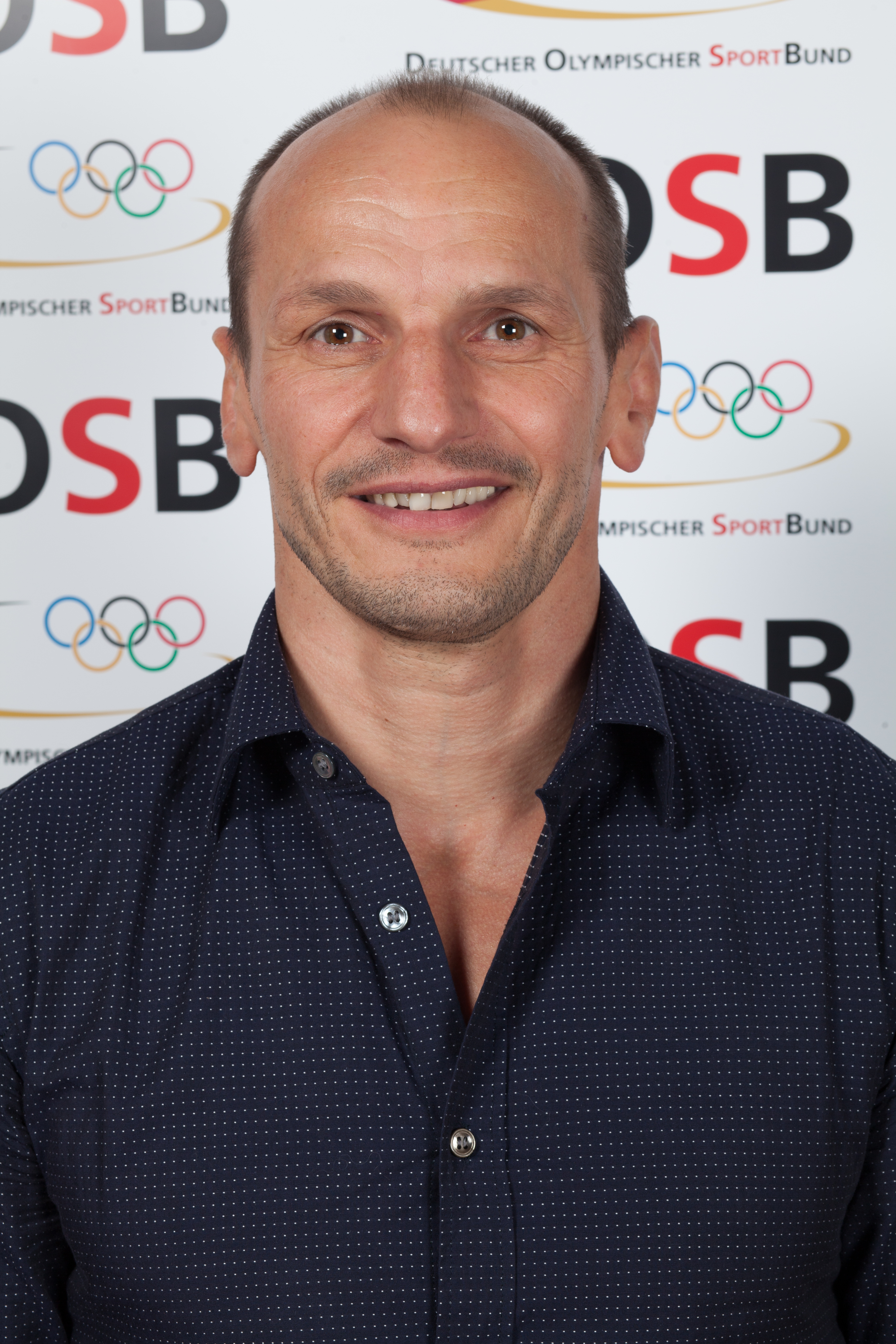
Jannis Zamanduridis bei der DOSB-Trainerkonferenz 2012

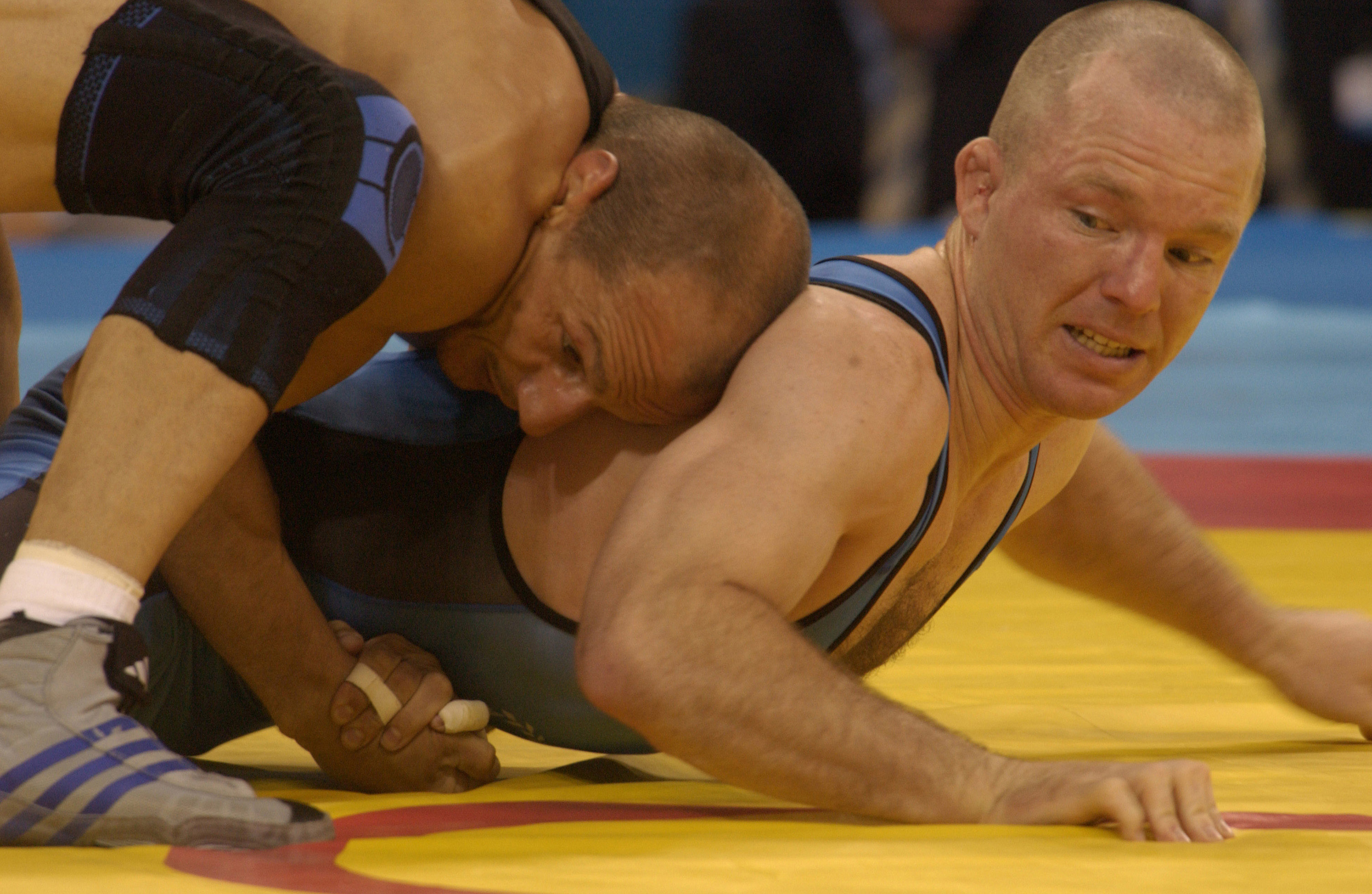
Jannis Zamanduridis gegen Oscar Wood, Olympische Spiele 2004

Jannis Zamanduridis (* 18. März 1966 in Karl-Marx-Stadt) ist ein ehemaliger deutscher Ringer und Bundestrainer im griechisch-römischen Stil.

## Leben
Jannis Zamanduridis wurde Zweiter bei der Ringer-Weltmeisterschaft 1990. Fünf Jahre später wurde er Weltmeisterschaftsdritter.
Obwohl er bereits nach der WM 1995 seine aktive Ringer-Karriere beendet hatte, wurde er 2003 vom Deutschen Ringer-Bund gebeten, sich im Rahmen der Weltmeisterschaft im gleichen Jahr noch einmal für die Olympischen Spiele im Folgejahr zu qualifizieren. Bei der Weltmeisterschaft war Zamanduridis erfolgreich und reiste als 38-Jähriger nach Athen. Bei diesem Turnier erreichte er den siebenten Rang.
Seit Januar 2013 ist Jannis Zamanduridis Sportdirektor des Deutschen Ringer-Bundes.

## Auszeichnungen
- Ringer des Jahres 2004

## Erfolge
- Dritter bei der WM 1995
- Zweiter bei der WM 1990